# ルカ・ビルドーサ
- ルカ・ビルドーザ
- ルカ・ビルドサ
- ルカ・ビルドザ

ルカ・ビルドーサ（Luca Vildoza、1995年8月11日 - ）は、アルゼンチン・ブエノスアイレス州キルメス出身のプロバスケットボール選手。ポジションはポイントガード。

## 来歴

### NBA以前
2012年にLNBのアトレティコ・キルメスでプロデビューした。
2016年にリーガACBのサスキ・バスコニアと契約したが、バスコニアはキルメスに対し2016-17シーズンまでビルドーサを保有することを許可した。2017年のNBAドラフトにエントリーしたものの指名はなく、2017-18シーズンからバスコニアに加入。同シーズンにチームはリーガACBファイナルまで勝ち上がったが、レアル・マドリード・バロンセストに1勝3敗で敗れた。その後、2019年3月にバスコニアと2023-24シーズンまでの延長契約を結んだ。2019-20シーズンに再びリーガACBファイナルまで勝ち上がり、FCバルセロナに勝利して優勝。自身はファイナルMVPを受賞した。

### ニューヨーク・ニックス
2021年3月6日にニューヨーク・ニックスと4年1360万ドルの契約を結んだ。うち3年間は無保証となる。バスコニアとの契約はまだ3年残っていたが、ニックスが200万ドルで契約を買い取った。

### 欧州復帰(2022-)
2024年7月3日、ユーロリーグとGBLに所属するオリンピアコスBCへ2年契約で加入すると発表された。
2025年6月25日、ユーロリーグとLBAに所属するヴィルトゥス・ボローニャへ加入すると発表された。